# Сквер Славы (Казань)
Сквер Славы (тат. Дан скверы) — один из скверов Казани, расположенных в Приволжском районе города.

## Территориальное расположение
Сквер Славы находится в центре жилого района Горки. С трёх сторон его территория ограничена улицами Гарифьянова и Рихарда Зорге, а также проспектом Победы, с одной стороны – линией 9-этажной жилой застройки. 
Сквер Славы имеет статус особо охраняемой территории местного значения, его площадь составляет 2,5 га.

## Название
Сквер Славы получил своё название в честь славной Победы советского народа в Великой Отечественной войне (1941-1945).

## История
Сквер Славы был заложен на месте пустыря в 1995 году в честь 50-летия Победы в Великой Отечественной войне. В то время это была слегка озеленённая территория с небольшим количеством насаждений и сетью дорожек. В состав территории сквера вошёл построенный ранее крытый плавательный бассейн.
В 1995 году в сквере Славы стал создаваться мемориальный комплекс. Со стороны перекрёстка улицы Рихарда Зорге и проспекта Победы была возведена плоская земляная насыпь высотой около 2 метров. С её восточной стороны установили массивную памятную стелу с надписью: «СКВЕР СЛАВЫ ЗАЛОЖЕН В ЧЕСТЬ 50-летия ПОБЕДЫ В Великой Отечественной войне».   
Первую реконструкцию сквера Славы провели в 2005 году к 60-летию Победы в Великой Отечественной войне. Тогда на поверхности земляной насыпи сделали площадку (примерно 14 м × 15 м), выложенную брусчаткой. В центре неё казанская компания «Фонтан-Сити» по собственному проекту сделала клумбу в форме пятиконечной звезды, облицованную красным гранитом. Была обновлена и памятная стела с надписью, с двух сторон от которой сделали лестницы для подъёма на площадку с клумбой. Ближе к центральной части сквера, в 60 метрах от насыпи построили фонтан «Звезда». Также увеличили плотность зелёных насаждений и проложили дополнительное количество дорожек, которые переименовали в аллеи в честь отдельных родов войск (аллея артиллеристов, аллея танкистов и т.д.), а также жертв нацизма (аллея узников концлагерей). У каждой именной аллеи установили памятные камни чёрного цвета с соответствующей надписью. Такие же памятные камни установили в различных частях сквера в память крупных сражений Великой Отечественной войны (например, Сталинградской битвы, Курской битвы). 
В 2015 году по случаю 70-летия Победы в Великой Отечественной войне была проведена вторая реконструкция сквера Славы. Она осуществлялась силами МУП «Метроэлектротранс» в рамках реализуемой с 2015 года республиканской программы «Парки и скверы». Проект реконструкции был разработан ГУП «Татинвестгражданпроект» и «ХРАМастерской» И.А. Аксёновой. Согласно ему, предполагалось значительную часть зелёной территории превратить в широкую пешеходную площадь с разноцветной брусчаткой, обновить мемориальную зону и фонтан «Звезда», создать цветники, спортивную и детскую площадки. Однако реализовать проект в полном объёме не удалось по причине недофинансирования. Стоимость выполнения всех работ оценивалась в 47 млн рублей, но было выделено только 15 млн рублей. Этих денег хватило лишь на частичное обновление сквера, прежде всего мемориальной зоны с установкой на месте клумбы обелиска «Вечный огонь» из искусственного камня, а также фонтана «Звезда» и прилегающей территории. К тому же реконструкция проводилась в сжатые сроки в условиях аврала, что негативно отразилось на качестве исполнения работ. Тем не менее, 8 мая 2015 года в присутствии мэра Казани И.Р. Метшина состоялось торжественное открытие обновлённого сквера Славы.
Учитывая, что выполнить к праздничной дате весь запланированный объём работ не удалось, проведённые работы были названы первым этапом реконструкции. В ожидании дальнейших работ по инициативе помощника президента Республики Татарстан Н.Л. Фишман в августе 2015 года состоялось обсуждение с жителями окрестных домов итогов первого этапа реконструкции (была высказана критика в отношении недоделок и брака), а также выявлены их пожелания в контексте последующих работ по обновлению сквера Славы. Впрочем, поскольку вопрос с финансированием так и не был решён, реконструкция сквера Славы на этом фактически завершилась.
22 июня 2016 года в сквере Славы появился новый объект: в присутствии премьер-министра Татарстана И.Ш. Халикова состоялось открытие памятника-бюста советскому разведчику Рихарду Зорге. Его автором является краснодарский скульптор Александр Аполлонов. Памятник открыт в рамках проекта «Аллея Российской Славы».
- Памятная стела и обелиск «Вечный огонь» (октябрь 2018)
- Обелиск «Вечный огонь» (октябрь 2018)
- Вид на сквер Славы со стороны обелиска «Вечный огонь» (октябрь 2018)
- Неработающий фонтан «Звезда» (июнь 2019)
- Памятник-бюст Рихарду Зорге и крытый плавательный бассейн (октябрь 2018)

## Планировочная структура, основные объекты сквера
Территория сквера Славы протянулась вдоль улицы Рихарда Зорге примерно на 250 метров, а в поперечнике – на 80 метров; это пространство пересекают дорожки (аллеи), преимущественно в диагональном направлении.  
Планировочная структура сквера Славы тематически отражает память о Победе в Великой Отечественной войне и славу её героям. У главного входа в сквер, расположенного с его юго-восточной стороны, рядом с входным павильоном станции метро «Проспект Победы», находится обелиск «Вечный огонь» с небольшой площадью перед ним для проведения торжественных мероприятий. 
Один из авторов проекта реконструкции сквера Славы И.А. Аксёнова дала следующие пояснения по поводу материала, из которого был изготовлен обелиск «Вечный огонь»: 
«Использован специальный состав немецкого производства, который может имитировать любую породу камня, любой материал. Саму форму обелиска создали за две недели. В работе приняли участие мастера из Санкт-Петербурга. Если бы не этот уникальный материал, вряд ли мы смогли бы всё это за такой короткий срок реализовать.»
За обелиском «Вечный огонь», на расстоянии 60 м расположена ещё одна небольшая площадь с фонтаном «Звезда», выполненным из искусственного гранита, а далее – памятник-бюст советскому разведчику Рихарду Зорге. 
В средней части сквера Славы расположен самый крупный объект на его территории – крытый плавательный бассейн Детско-юношеской спортивной школы «Касатка» (ул. Рихарда Зорге, 64).
- Памятный камень в честь Сталинградской битвы (июнь 2019)
- Обелиск у аллеи узников концлагерей (июнь 2019)
- Пикет активистов «Национально-освободительного движения» (НОД) в сквере Славы (октябрь 2018)
- Агитационные плакаты активистов «Национально-освободительного движения» (НОД) в сквере Славы (июнь 2019)
- Первомайский митинг активистов партии «Справедливая Россия» в сквере Славы (май 2019)